# Marx Memorial Library
La Marx Memorial Library de Londres és una organització de biblioteques, arxius i divulgació comunitària centrada en els grups de treball marxistes. La seva col·lecció inclou més de 60.000 llibres, fulletons, articles i diaris sobre el marxisme, el socialisme i la història de la classe obrera.

## Història
La biblioteca va obrir el 1933 al número 37 de Clerkenwell Green. L'edifici va ser construït com a Welsh Charity School el 1738 però la façana de l'edifici va ser reconstruïda el 1969.
El 1872 va ser ocupada per la London Patriotic Society, i a partir de 1893 (amb el suport financer de William Morris) per la Twentieth Century Press Ltd, editors de Justice, el diari de la Federació Socialista Democràtica.

El 1902 i 1903, Lenin, exiliat, va treballar a l'edifici des d'on va publicar disset números d'Iskra. La Marx Memorial Library va ocupar part de l'edifici el 1933, i més endavant es va fer càrrec de la totalitat.

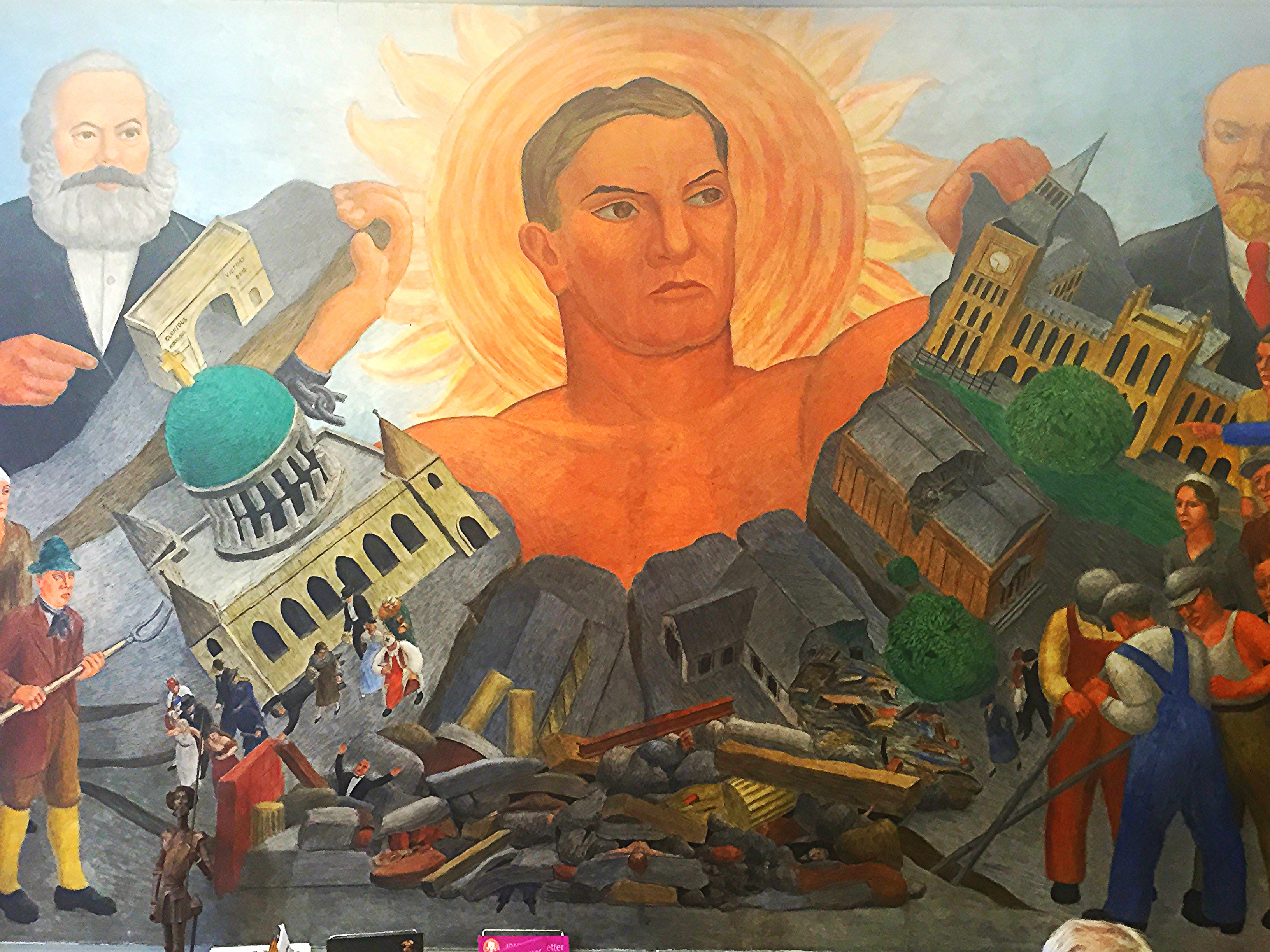
El treballador del futur trastocant el caos econòmic del present, mural de Jack Hastings, 1935.

La biblioteca compta amb la pintura al fresc El treballador del futur trastornant el caos econòmic del present, pintat per Jack Hastings l'any 1935 amb l'ajuda de l'artista estatunidenc Clifford Wight.
Els fons inclouen la primera edició de The Red Republican (1850), el diari sufragista Votes for Women i altres publicacions socialistes. La biblioteca publica una revista anual, Theory & Struggle.